# Dalriada
A Dalriada (korábban Echo of Dalriada) egy folk-metal stílusú magyar zenekar. Elődje 1998-ban alakult Sopronban, Steelium néven, az Echo of Dalriada nevet 2003 februárja óta viselték, majd a Kikelet című album után Dalriadára rövidítették. Első jelentősebb sikereiket Arany János A walesi bárdok című balladájának megzenésítésével érték el, mely 2003-as demófelvételükön szerepelt három tételben. Ez első, Fergeteg című nagylemezükön is hallható egy dalként, majd a 2009-es Arany-albumon friss felvételen is szerepelt több egyéb megzenésített Arany-balladával együtt. 
Az elmúlt 15 évben 9 nagylemezt készítettek, és komoly nemzetközi ismertségre is szert tettek, legfőképpen a 2008-as Szelek album sikerét követően, melyet többször említettek már a zenekar több tagjának személyes kedvenceként is. A 2011-es Ígéret nagylemezen vendégként szerepelt Jonne Järvelä, a finn Korpiklaani folk metal zenekar énekese, a Leszek a Hold című dal egyedülálló módon finn-magyar dalszöveggel szólal meg.
2018-as Nyárutó című nagylemezük utómunkálatai a Finnvox stúdióban zajlottak a nemzetközileg elismert producer, Mika Jussila (Nightwish, Amorphis, Stratovarius stb.) irányítása alatt. Mára már visszajáró fellépői a legnagyobb európai metal fesztiváloknak, turnéztak Japánban, Európa-szerte, és felléptek a Karib-tengeren hajózó óceánjárón zajló 70000 Tons of Metal fesztiválon is. Magyarországon folyamatosan koncerteznek, és állandó fellépői a hazai rock és metal fesztiváloknak is.
Az eredetileg 2020 őszére tervezett Őszelő című következő nagylemez a covid-járvány miatt csak 2021 áprilisában jelent meg. Az új stúdióalbummal egyidőben adták ki a Dalriada első hivatalos koncertanyagát Hazatérés – 15 év Dalriada címmel CD-n és DVD-n.

## Tagok

### Jelenlegi tagok
- Ficzek András – ének (1998 óta), gitár (2000 óta)
- Binder Laura – vokál (2001 óta)
- Németh-Szabó Mátyás – szólógitár (2006 óta)
- Monostori Ádám – dobok (2018 óta)
- Sulyok Adrián – basszusgitár (2024 óta)

### Korábbi tagok
- Hende Péter – gitár (1998–2001)
- Fispán Marcell – gitár (1998–2005)
- Rieckmann Tadeusz – dob (2001–2017)
- Varga György – basszusgitár (2002–2008)
- Nagy Gergely – billentyűs hangszerek (2003–2006)
- Kurz András – billentyűs hangszerek (2006–2009)
- Molnár István – basszusgitár (2008-2024)
- Ungár Barnabás –  billentyűs hangszerek (2009–2014)
- Csete Ádám – furulya, duda (2013-2019)
- Szabó "Szög" Gergely – billentyűs hangszerek (2014-2025)

### Vendégzenészek (Fajkusz banda)
- Fajkusz Attila – hegedű, ének (2007 óta)
- Szőke Ernő – nagybőgő, ütőgardon, ének (2009 óta)
- Szőke Gergely – brácsa, koboz, akusztikus gitár (2009 óta)

## Diszkográfia
| Év   | Album                      | Típus        | Kiadó                       | Mahasz Top 40 |
| ---- | -------------------------- | ------------ | --------------------------- | ------------- |
| 2003 | A walesi bárdok            | demó         | szerzői kiadás              | –             |
| 2004 | Fergeteg                   | stúdióalbum  | Hammer Music / Nail Records | –             |
| 2006 | Jégbontó                   | stúdióalbum  | Hammer Music / Nail Records | –             |
| 2007 | Kikelet                    | stúdióalbum  | Hammer Music / Nail Records | 4             |
| 2008 | Szelek                     | stúdióalbum  | Hammer Music / Nail Records | 2             |
| 2009 | Arany-album                | stúdióalbum  | Hammer Music / Nail Records | 4             |
| 2011 | Ígéret                     | stúdióalbum  | AFM Records                 | 6             |
| 2012 | Napisten Hava              | stúdióalbum  | Hammer Music / Nail Records | 3             |
| 2015 | Áldás                      | stúdióalbum  | Hammer Music / Nail Records | 2             |
| 2015 | Mesék, álmok, regék        | válogatás    | Hammer Music / Nail Records | 11            |
| 2016 | Forrás                     | válogatás    | Hammer Music / Nail Records | 5             |
| 2018 | Nyárutó                    | stúdióalbum  | Hammer Music / Nail Records | 1             |
| 2021 | Őszelő                     | stúdióalbum  | H-Music Hungary             | 1             |
| 2021 | Hazatérés – 15 év Dalriada | koncertalbum | H-Music Hungary             |               |
| 2025 | Magvető                    | stúdióalbum  | H-Music Hungary             | 1             |

## Elismerések
- 2004 augusztus: A hónap zenekara (diaksziget.com)[5]
- 2005. az év reménységzenekara[6]
- 2007 legjobban várt hazai albuma (olvasói szavazás, Hammerworld magazin)[7]
- 2007. Kedvenc magyar énekesnő: Binder Laura, 1. helyezés (olvasói szavazás, Hammerworld magazin)
- 2009-ben az Arany-album nagylemezt a HangSúly Zenei Díj szavazásán a szakmai zsűri az Év albumának választotta.[8]